# 小草属
小草属（学名：Microchloa）是禾本科下的一个属，为矮小、簇生草本植物。该属共有约5种，一种广布于全球热带地区，其余分布于非洲。

## 下级分类
- 小草 Microchloa indica (L. f.) Beauv.